# Bagra ibèrica
La bagra ibèrica (Squalius pyrenaicus ) és una espècie de peix de la família dels ciprínids i de l'ordre dels cipriniformes. Es coneix amb el nom de cacho en castellà. Va ser descrit com Leuciscus pyrenaicus per Albert Günther el 1868. És una espècie endèmica dels països catalans.

## Morfologia i hàbitat
Aquesta espècie és molt semblant a la bagra però més petita, arribant només a uns 15 centímetres i un pes de 50 g i a més, té el cap gros i la boca terminal, i el gran desenvolupament dels ossos suborbitaris permet diferenciar-la clarament de la bagra comuna (Leuciscus cephalus). Té una vida relativament breua: set anys per a les femelles i cinc per als mascles. Es reprodueix a parir de tres anys, entre maig i juny.
Aquest peix està amenaçat per la pèrdua i deteriorament del seu hàbitat. Com a peix potamòdrom, pateix dels multiples obstacles atropògens com ara pantans i rescloses que l'impedeix a migrar cap al lloc per fresar. També ha estat molt afectat per la introducció de la gambúsia, un petit peix invasor no endèmic molt competitiu, que s'ha estès a les zones on viu la bagra ibèrica.
La bagra ibèrica habita als cursos d'aigua nets de les conques del Tajo, Guadiana, Guadalquivir, Segura, i Xúquer. També es pot trobar a aiguamolls i estanys com a la comarca de la Safor.